# Алгабас (Бухар-Жырауский район)
Алгаба́с (каз. Алғабас) — село в Бухар-Жырауском районе Карагандинской области Казахстана, входит в состав сельского округа Керней.

## География
Населённый пункт расположен на востоке района, на правом берегу реки Шили, в 13,5 километрах (по автодороге) к западу от административного центра сельского округа села Керней, в 35 километрах к северо-востоку от районного центра посёлка Ботакара и в 97 километрах к северо-востоку от областного центра города Караганда. Соседние населённые пункты: Керней в 11 километрах к востоку. Транспортное сообщение осуществляется по автомобильной дорогой республиканского значения А-20 «Караганда—Аягоз—Тарбагатай—Бугаз». Абсолютная высота центра населённого пункта — 577 метров над уровнем моря. 

## Население
| Численность населения | Численность населения | Численность населения | Численность населения |
| 1989                  | 1999                  | 2009                  | 2021                  |
| --------------------- | --------------------- | --------------------- | --------------------- |
| 565                   | ↘563                  | ↘362                  | ↘244                  |